# 第52回世界卓球選手権個人戦
第52回世界卓球選手権個人戦（だい52かいせかいたっきゅうせんしゅけんこじんせん、（英: 2013 World Table Tennis Championships））は、2013年5月13日から5月20日までフランスのパリで開催された卓球大会。第1〜16コートはベルシー・アレナ、第17〜38コートはフランスのトレーニング機関「INSEP」に設置され、それぞれで試合が行われた。

## 大会概要
2003年の第47回世界卓球選手権個人戦以来、パリでの世界選手権開催は10年ぶり。130の国と地域から男子463人、女子360人の選手が参加した。
男子ダブルスで台湾ペア、混合ダブルスでは北朝鮮ペアが優勝し、男子シングルスをヴェルナー・シュラガーが制した2003年の第47回世界卓球選手権個人戦（パリ）以来5大会ぶりに中国選手の全種目制覇が崩れた。
大会期間中に行われたITTF総会で、2016年の第53回世界卓球選手権団体戦の開催地がマレーシアのクアラルンプール、2018年の第54回世界卓球選手権団体戦の開催地がスウェーデンのハルムスタッドに決定された。また総会では、アダム・シャララ会長の再選が決まった。また中国の馬龍、李暁霞、張継科の世界卓球殿堂入りが決定した。
大会最終日、男子シングルス決勝の前に1993年世界選手権の決勝を再現した、地元フランスのジャン＝フィリップ・ガシアン対ジャン＝ミッシェル・セイブのエキシビションマッチが行われた。
大会使用球はバタフライの3スターボールである。

## 男子シングルス
1回戦で大会第9シードの水谷隼(世界ランク10位)がシルーチェク(131位)に、2回戦で第8シードで北京五輪シングルス金メダリストの馬琳(8位)が松平健太(58位)に敗れるなどの波乱があった。
ベスト8には許昕(1位)、馬龍(2位)、王皓(3位)、張継科(4位)、閻安(14位)の5人の中国選手と、ドイツのボル(5位)とバウム(29位)、日本の松平健太(58位)が入った。準決勝には許シン、馬龍、王皓、張継科が勝ちあがり、表彰台は中国独占となった。決勝は前回と同じカードの張継科対王皓となり、張継科がこれに勝利し連覇を果たした。

## 女子シングルス
1回戦で大会第10シードの福原愛(世界ランク12位)が朴晟恵(166位)に敗れ、フー・メレク(101位)が強豪選手を次々と破るなどの波乱があった。
中国の国内選考会で強豪選手を次々と倒し代表に選出されたカットマンの胡麗梅(世界ランクなし)は、世界ランクが付いていなかったため予選からの出場となったが、圧倒的な強さで1ゲームも奪われることなく3回戦まで勝ち進んだ。3回戦で同じ中国の丁寧(1位)に敗れた。
ベスト8には丁寧(1位)、劉詩雯(2位)、李暁霞(3位)、朱雨玲(6位)、武揚(9位)の5人の中国選手のほか、シンガポールの馮天薇(4位)、北朝鮮のリ・ミョンスン(44位)、トルコのフー・メレク(101位)が入った。丁寧、劉詩雯、李暁霞、朱雨玲が準決勝に進み、男子同様表彰台を中国が独占した。決勝は李暁霞対劉詩雯となり、オリンピックチャンピオンの李暁霞が初優勝を飾った。

## 男子ダブルス
1993年イェテボリ大会以来10回連続優勝している中国は今大会、主力ペアを男子ダブルスにエントリーしなかった。
準決勝では郝帥／馬琳(中国)対岸川聖也／水谷隼(日本)、陳建安／荘智淵(台湾)対王励勤／周雨(中国)となり、決勝で郝帥／馬琳ペアと陳建安／荘智淵ペアが対戦、台湾の陳建安／荘智淵ペアが勝利し台湾に初のタイトルをもたらした。

## 女子ダブルス
準決勝で李暁霞／郭躍(中国)対馮天薇／ユー・モンユ(シンガポール)、丁寧／劉詩雯(中国)対陳夢／朱雨玲(中国)の対戦となり、李暁霞／郭躍ペアと丁寧／劉詩雯ペアが勝ち上がった。決勝では李暁霞／郭躍ペアが勝利し、3連覇を達成した。

## 混合ダブルス
決勝でキム・ヒョクボン／キム・ジョン(北朝鮮)ペアが李尚洙／朴英淑(韓国)ペアに勝利し、初優勝。この種目11連覇中だった中国はベスト4に1ペア入るのみで、決勝まで勝ち上がることができなかった。

## 大会日程
| 日程    | 男子シングルス  | 女子シングルス  | 男子ダブルス   | 女子ダブルス   | 混合ダブルス |
| ------- | --------------- | --------------- | -------------- | -------------- | ------------ |
| 5月13日 | 予選ラウンド    | 予選ラウンド    |                | 予選ラウンド   | 予選ラウンド |
| 5月14日 | 予選ラウンド    | 予選ラウンド    | 予選ラウンド   | 予選ラウンド   | 1回戦        |
| 5月15日 | 1回戦           | 1回戦 2回戦     | 1回戦          | 1回戦          | 2回戦        |
| 5月16日 | 2回戦           | 3回戦           | 1回戦 2回戦    | 2回戦          | 3回戦 4回戦  |
| 5月17日 | 3回戦           | 4回戦           | 3回戦 準々決勝 | 3回戦 準々決勝 | 準々決勝     |
| 5月18日 | 4回戦           | 準々決勝 準決勝 | 準決勝         | 準々決勝       | 準決勝 決勝  |
| 5月19日 | 準々決勝 準決勝 | 決勝            | 決勝           | 準決勝         |              |
| 5月20日 | 決勝            |                 |                | 決勝           |              |

### 結果
| 種目           | 金                            | 銀            | 銅                  |
| -------------- | ----------------------------- | ------------- | ------------------- |
| 男子シングルス | 張継科                        | 王皓          | 許昕                |
| 男子シングルス | 張継科                        | 王皓          | 馬龍                |
| 女子シングルス | 李暁霞                        | 劉詩雯        | 丁寧                |
| 女子シングルス | 李暁霞                        | 劉詩雯        | 朱雨玲              |
| 男子ダブルス   | 陳建安 荘智淵                 | 馬琳 郝帥     | 王励勤 周雨         |
| 男子ダブルス   | 陳建安 荘智淵                 | 馬琳 郝帥     | 岸川聖也 水谷隼     |
| 女子ダブルス   | 李暁霞 郭躍                   | 劉詩雯 丁寧   | 馮天薇 ユー・モンユ |
| 女子ダブルス   | 李暁霞 郭躍                   | 劉詩雯 丁寧   | 陳夢 朱雨玲         |
| 混合ダブルス   | キム・ヒョクボン キム・ジョン | 李尚洙 朴英淑 | 張鈺 姜華珺         |
| 混合ダブルス   | キム・ヒョクボン キム・ジョン | 李尚洙 朴英淑 | 王励勤 饒静文       |

## 日本人選手の成績
男子ダブルスで岸川聖也／水谷隼ペアが2大会ぶりに銅メダルを獲得し、日本としては個人戦3大会連続のメダル獲得となった。
男子シングルスでは松平健太が強豪選手を倒しベスト8に入った。日本男子選手がシングルスでベスト8に入ったのは吉田海偉、水谷隼に続いて3大会連続。一方の女子シングルスは4回戦以降に進んだ選手が一人もおらず、振るわなかった。

### 男子シングルス
- 水谷隼：1回戦でチェコのシルーチェクに2-4で敗れ1回戦敗退。
- 丹羽孝希：1回戦でインドのアントニーに勝利、2回戦でロシアのパイコフにマッチポイントを握られながら4-3で逆転勝利。3回戦でスペインの何志文に勝利、4回戦で中国の馬龍に2-4で敗れベスト16。
- 岸川聖也：1回戦でデンマークのグロート、2回戦でオーストリアのフェガール、3回戦でロシアのスミルノフにそれぞれ勝利、4回戦でドイツのボルにストレートで敗れベスト16。
- 高木和卓：1回戦でスロバキアのカイナットに勝利、2回戦で韓国の趙彦来に3-4で敗れる。この試合はこの大会の中で1試合の合計得点数が最高の試合となった[11]。
- 張一博：1回戦でブラジルのカルデラノに勝利、2回戦でロシアのスカチコフに勝利、3回戦でポルトガルのフレイタスに1-4で敗れる。
- 松平健太：1回戦でイングランドのリードに勝利、2回戦で4年前に敗れた中国の馬琳に勝利、3回戦で台湾の江宏傑に勝利、4回戦でベラルーシのサムソノフに勝利、準々決勝で中国の許昕に2-4で敗北し、ベスト8。

### 女子シングルス
- 福原愛：1回戦で韓国の朴晟恵に2-4で敗れ1回戦敗退。
- 石川佳純：1回戦でエジプトのダウラトリーに勝利、2回戦でチェコのシュトルビーコバに勝利、3回戦で北朝鮮のリ・ミョンスンに0-4で敗れる。
- 平野早矢香：1回戦でポーランドのシマニスカに勝利、2回戦でハンガリーのマダラースに勝利、3回戦で中国の李暁霞に0-4で敗れる。
- 森薗美咲：1回戦でモルドバのブリズネットに勝利、2回戦でシンガポールの馮天薇に2-4で敗れる。
- 藤井寛子：1回戦でギリシャのクリストフォラキに勝利、2回戦で台湾の林佳慧に勝利、3回戦でウクライナのブイレンコに2-4で敗れる。
- 松平志穂：1回戦でポーランドのピェトケビッチに勝利、2回戦でシンガポールのユー・モンユに勝利、3回戦でシンガポールの馮天薇に0-4で敗れる。
- 松澤茉里奈：1回戦でベラルーシのパブロビッチに1-4で敗れる。

### 男子ダブルス
- 松平健太／丹羽孝希：1回戦でスロバキアペアに勝利、2回戦でクロアチアペアに勝利、3回戦で岸川聖也／水谷隼ペアに3-4で敗れベスト16。
- 岸川聖也／水谷隼：1回戦でポーランドペア、2回戦でルーマニアペア、3回戦で松平健太／丹羽孝希ペア、準々決勝で台湾ペアにそれぞれ勝利、準決勝で中国の馬琳／郝帥ペアに0-4で敗れ2大会ぶりの銅メダル。
- 張一博／松平賢二：1回戦でインドネシアペアに勝利、2回戦でフランスペアに勝利、3回戦で中国の陳玘／方博ペアにゲームカウント1-3・第5ゲーム3-9という追い詰められた状態から大逆転して勝利。準々決勝では優勝した台湾の陳建安／荘智淵ペアに対しマッチポイントを握りながら3-4で敗れてメダル獲得はならなかった。

### 女子ダブルス
- 福原愛／平野早矢香：1回戦でベルギーペアに勝利、2回戦で台湾ペアに勝利、3回戦で北朝鮮ペアに勝利、準々決勝でシンガポールの馮天薇／ユー・モンユペアに0-4で敗れベスト8。
- 石川佳純／森薗美咲：1回戦でインドネシアペアに勝利、2回戦でフランスペアに勝利、3回戦でシンガポールの馮天薇／ユー・モンユペアに1-4で敗れベスト16。
- 藤井寛子／若宮三紗子：1回戦でブラジルペアに勝利、2回戦でフランスペアに勝利、3回戦でハンガリーペアに勝利、準々決勝で中国の陳夢／朱雨玲ペアに0-4で敗れベスト8。

### 混合ダブルス
- 岸川聖也／福原愛：1回戦でイタリアペアに勝利、2回戦でイタリアペアに勝利、3回戦でトルコペアに1-4で敗れ、2大会連続のメダル獲得はならなかった。
- 吉村真晴／石川佳純：1回戦でグアテマラペアに勝利、2回戦でインドペアに勝利、3回戦で韓国の李尚洙／朴英淑ペアに1-4で敗れた。
- 松平賢二／若宮三紗子：1回戦でニュージーランドペアに勝利、2回戦で北朝鮮ペアに勝利、3回戦でルーマニアペアに勝利、4回戦で北朝鮮のキム・ヒョクボン／キム・ジョンペアに0-4で敗れベスト16。